# Ophodni brodovi klase Super Dvora Mk II
Super Dvora Mk II je klasa izraelskih brzih ophodnih brodova namijenjena različitim pomorskim misijama. Ophodne brodove gradi Israel Aerospace Industries za potrebe izraelske mornarice. Prethodnik Super Dvore Mk II bila je klasa ophodnih brodova Dvora, dok je samu Dvoru Mk II 2004. naslijedila klasa Dvora Mk III.
Super Dvora Mk II izvozila se i u druge zemlje. Osim za potrebe ratnih mornarica Eritreje i Indije, Dvora Mk II je i u sastavu ratne mornarice Šri Lanke. Tamo se ovaj ophodni brod koristio kod pomorskih operacija protiv Tamilskih tigrova, separatističke vojne organizacije smještene na sjeveru zemlje. Također, nakon što je zemljama bivše Jugoslavije 1996. ukinut vojni embargo, Slovenija je kupila jedan ophodni brod te klase. Također, to je bio i prvi brod slovenske ratne mornarice.

## Dizajn i konstrukcija
S dužinom nešto većom od 25 metara, trup Super Dvore Mk II je izrađen od aluminijskih legura kako bi se sačuvali visoki standardi manevriranja i održavanja stabilnosti prilikom oštećenja u nepovoljnom okruženju kod misija nadziranja teritorijalnih voda.

## Naoružanje
Primarno naoružanje ophodnog broda Super Dvora Mk II je 20 mm Oerlikon top kojim se ručno upravlja. Trenutno su svi ophodni brodovi klase Super Dvora Mark II modificirani za ugradnju stabiliziranog topa Typhoon kalibra između 25 i 30 mm. Tim topom može se upravljati pomoću elektro-optičkog sustava. Također, Super Dvora može nositi teške ili lake mitraljeze, ovisno o operativnim zahtjevima.
Ophodni brodovi Super Dvora ratne mornarice Šri Lanke opremljeni su i dodatanim naoružanjem kao što je automatski bacač granata i PK mitraljez opće namjene.

## Korisnici
- Izrael: Izraelski mornarički korpus.
- Eritreja: Eritrejska mornarica.[1]
- Indija: Indijska mornarica.[1]
- Slovenija: Slovenska vojska.[1]
- Šri Lanka: Mornarica Šri Lanke.[1]

## Vanjske poveznice
- Israeli-weapons.com  Arhivirana inačica izvorne stranice od 22. listopada 2007. (Wayback Machine)
- Bharat-rakshak.com  Arhivirana inačica izvorne stranice od 2. ožujka 2010. (Wayback Machine)